# Оссонвиль, Жозеф д’
Жозеф Отнен Бернар де Клерон, граф д'Оссонвиль (фр. Joseph Othenin Bernard de Cléron, comte d'Haussonville; 27 мая 1809, Париж — 28 мая 1884, Париж) — французский политик и историк, член Французской академии.

## Биография
Сын Шарля Луи д'Оссонвиля (1770—1846), камергера Наполеона I, пэра Франции, и Жанны Марии Терезы Фалькос де ла Бланш (ум. 1854).
Поступил на дипломатическую службу, был секретарем посольств в Брюсселе, Турине и Неаполе. В 1838—1840 был генеральным советником департамента Сена и Марна, 27 февраля 1840 был награждён офицерским крестом ордена Почетного легиона. Вышел в отставку, и в был 1842—1848 депутатом парламента от Сены и Марны; примкнул к парламентскому большинству. После революции 1848 года оставил политическую деятельность. Во время Второй империи примкнул к орлеанистам, издавал в Брюсселе оппозиционную газету Французский бюллетень. Будучи известным публицистом и историком, сотрудником Revue des Deux Mondes, и зятем академиков Виктора и Альбера де Брольи, д'Оссонвиль 29 апреля 1869 был избран в члены Французской академии, и 31 марта 1870 принят в её состав Сен-Марком Жирарденом. При этом он был освобожден от обязательного визита к Наполеону III.
Накануне франко-прусской войны опубликовал сочинение Франция и Пруссия перед Европой, где поддержал попытки императора сдержать рост прусского влияния в Бельгии и Люксембурге. После войны организовал и возглавил «Ассоциацию эльзасцев и лотарингцев», для оказания помощи жителям завоеванных немцами территорий, желавших сохранить свою французскую национальную идентичность, переселившись в Алжир.
В 1878 был назначен бессменным сенатором. В составе сената примкнул к правым центристам, чтобы защищать религиозные конгрегации.

## Произведения

Герб дома де Клерон д'Оссонвиль

- 1850 История внешней политики французского правительства с 1830 по 1848 (Histoire de la politique extérieure du gouvernement français de 1830 à 1848, 2 vol.)
- 1854—1859 История присоединения Лотарингии к Франции (Histoire de la réunion de la Lorraine à la France, 4 vol.)
- 1859 Письма к генеральным советникам (Lettre aux Conseils généraux)
- 1860 Письмо в сенат. Письмо старшины коллегии адвокатов (Lettre au sénat. Lettre au bâtonnier de l’ordre des avocats)
- 1862 Господин де Кавур и итальянский кризис (M. de Cavour et la crise italienne)
- 1864—1879 Римская церковь и Первая империя 1800—1814 (L’église romaine et le Premier Empire 1800—1814, 5 vol.)
- 1870 Франция и Пруссия перед Европой (La France et la Prusse devant l’Europe Архивная копия от 14 октября 2015 на Wayback Machine)
- 1878 Воспоминания и сборники (Souvenirs et mélanges)
- 1882 Программа правительства: где там мы? (Un programme de gouvernement: où en sommes-nous ?)
- 1883 Об официальной колонизации Алжира (De la colonisation officielle en Algérie)
- 1885 Моя юность, 1814—1830, воспоминания (Ma jeunesse, 1814—1830, souvenirs Архивная копия от 12 октября 2015 на Wayback Machine)
- 1905 Мой дневник во время войны (1870—1871) (Mon journal pendant la guerre (1870—1871) Архивная копия от 15 октября 2015 на Wayback Machine, опубликован его сыном

## Семья
Жена (10.1836): Луиза де Брольи (1818—1882), дочь герцога Виктора де Брольи и Альбертины де Сталь-Гольштейн.
Дети:
- Виктор Бернар де Клерон д'Оссонвиль (1837—1838)
- Матильда де Клерон д'Оссонвиль (1839—1898)
- Поль Габриель де Клерон д'Оссонвиль, граф д'Оссонвиль (1843—1924)